# Chiesa di San Pietro (Castelli Calepio)
La chiesa di San Pietro è il principale luogo di culto cattolico di Tagliuno  frazione di Castelli Calepio in provincia e diocesi di Bergamo; fa parte del vicariato di Calepio-Telgate.

## Storia
Vi era sul territorio di Tagliuno una chiesa antica intitolata a san Pietro. Risulta inserita nell'elenco delle chiese di Bergamo del 1260 che dovevano versare un tributo alla santa Sede. Quando Carlo II Malatesta occupò il castello e l'annessa piccola chiesa di San Lorenzo, compì opere di ampliamento con la costruzione di nuove abitazioni e anche l'ampliamento dell'edificio di culto che lentamente fu arricchito dei beni dell'antica chiesa di San Pietro che fu dimenticata e messa in disuso.
Il presbitero "pre Iacobus presbiter"  della chiesa di San Pietro, è inserito come presente nel sinodo diocesano voluto dal vescovo Giovanni da Scanzo nel 1304. La chiesa è indicata nel documento nota ecclesiarum, elenco ordinato da Bernabò Visconti, con la dedicazione a san Pietro. L'elenco era una distinta dei benefici di tutte le chiese e monasteri presenti sul territorio di Bergamo, per definirne i censi da versare alla famiglia Visconti di Milano e alla chiesa romana. Dal documento risulta che la chiesa aveva due benefici.

Il 15 settembre 1575 fu visitata dal arcivescovo di Milano san Carlo Borromeo. Dalla relazione si evince che l'edificio era ancora sotto l'invocazione di san Lorenzo, non aveva le dimensioni idonee per accogliere tutti i fedeli e che non vi era il fonte battesimale, facendo obbligo di costruirlo entro un anno: 
(Atti della visita pastorale di san Carlo Borromeo)
Vi era la scuola del Santissimo Sacramento che reggeva l'altare maggiore retto da sindaci nominati dai vicini. Vi erano inoltre comprese l'antica chiesa di San Pietro che era l'originaria parrocchiale, quella di Cividino intitolata a Santa Maria, e gli oratori di San Giovanni Battista, san Rocco e Salvatore che si presentavano poco curati e di cui Borromeo ordinò la demolizione. Vi era un parroco coadiuvato. Un successivo documento del 1577 indica che la chiesa aveva un “Beneficiorum ecclesiasticorum”  intitolato a san Pietro.
Conseguente all'ordinanza del Borromeo i sindaci della scuola del Santissimo Rosario interpellarono l'architetto mastro Stefen di Bergamo per vedere di ingrandire l'edificio. Si decise per la sua completa demolizione. Quello nuovo fu ultimato nel 1621 come inciso sul colmo del tetto:  "Anno Domini 1621, fecit pridie Kalendas Augusti Bernardus Spada". Nel medesimo anno la chiesa fu consacrata sempre con l'invocazione di san Lorenzo.
Dalla relazione della visita di san Gregorio Barbarigo si deduce che la chiesa era compresa nella vicaria foranea di Calepio. Vi erano le scuole del Santissimo Sacramento del Santo Rosario.
Nel 1666 la chiesa fu inserita nel “Sommario delle chiese di Bergamo”, elenco redatto dal cancelliere della curia vescovile Giovanni Giacomo Marenzi. La parrocchia è indicata con l'invocazione di San Lorenzo martire di Tagliuno. Vi erano le scuole del Santissimo Sacramento che reggeva l'altare maggiore e del Rosario che gestiva l'altare omonimo. Sussidiare vi erano il monastero dell'ordine dei frati riformati di San Francesco con la chiesa francescana, la chiesa della Beata Vergine Maria detta della Madonna della Neve, l'oratorio di San Rocco, quello di San Pietro, l'oratorio di San Salvatore, e della Beata Vergine Maria e di San Giovanni nella contrada del Cividino. La parrocchia era retta da un parroco e quattro sacerdoti.

Un documento conservato nell'archivio locale descrive la chiesa: 
(Relazione del parroco Giuseppe Betti)

L'edificio fu oggetto di nuovi lavori con la creazione del coro absidale, la sagrestia e la parte cimiteriale ricavata dall'antico edificio nel decennio 1729-1739: 
(Beweb)
Nel 1734 fu inserita nel vicariato foraneo di Calepio.
La parrocchiale fu visitata il 5 giugno 1780 dal vescovo Giovanni Paolo Dolfin. Dagli atti della visita si apprende che vi era la a scuola del Santissimo Sacramento, che gestiva l'altare maggiore, quella del Santo Rosario presso l'altare omonimo, nonché la confraternita dei disciplini del Suffragio e della dottrina cristiana. Vi erano sussidiari gli oratori di San Rocco, Santa Maria della Neve, San Salvatore, San Giuseppe patriarca, oratorio di San Giovanni Battista e Santa Maria del Cividino.
La chiesa fu finalmente intitolata a san Pietro, come quella antica non più esistente, il 6 maggio 1828 dal vescovo di Pavia Luigi Tosi invitato dal vescovo di Bergamo Pietro Mola che era indisposto, per impartire il sacramento della Cresima consacrò anche l'edificio di culto imponendone la nuova intitolazione. A testimonianza dell'evento l'archivio parrocchiale ne conserva un'epigrafe. Mentre nel 1928 fu posta una stele sul luogo dove un tempo vi era la chiesa antica di San Pietro con la scritta: Heic vetus curialis S. Petri Ap. antiquitus extitit postea vetustate diruta.
Nel Novecento fu oggetto di lavori di mantenimento con la pavimentazione del sagrato, l'adeguamento della cappella dedicata alla Madonna di Lourdes, e il battistero. Nel 1969 fu posta la vetrata istoriata sul rosone presente in facciata. Furono poi eseguiti lavori di ammodernamento con la posa al centro del presbiterio del nuovo altare in legno di noce intagliato rivolto verso la navata rispondente all'adeguamento liturgico delle chiese.
Con decreto del 27 maggio 1979 la chiesa fu inserita nel vicariato locale di Calepio-Telgate.

## Descrizione

### Esterno
L'edificio di culto è posto in prossimità della viabile urbana ed è anticipato dal sagrato con pavimentazione in porfido, delimitato da un parapetto composto da balaustre divise da pilastri sagomati in pietra, che si apre davanti alla chiesa a semicerchio, dove, su due pilastri, vi sono le statue dei santi Pietro e Paolo. Sui pilastri poggiano vasi con frutta e fiaccole in ceppo gentile. La facciata è divisa due ordini da una cornice marcapiano poggiante su lesene, ed è tripartita dalle lesene stesse. La sezione centrale è di misura maggiore con l'ingresso principale completo di due colonne che reggono la trabeazione e il timpano spezzato con la cimasa raffigurante la consegna delle chiavi a san Pietro.
L'ordine superiore presenta il rosone strombato e nella parte superiore l'edicola con un altorilievo raffigurante la Madonna di Caravaggio. Laterali entro due nicchie vi sono le statue in pietra dei santi Giuseppe e Luigi. Il frontone termina con la parte centrale più alta coronata con l'arco a sesto ribassato dove sono posti centrale la croce ferrea e laterali due angeli musici. Le due sezioni laterali sono decorate da due vasi.

### Interno
Internamente la navata unica della chiesa è divisa in sei campate, di cui la prima di misura maggiore, completa di colonne stuccate a lucido con alta zoccolatura in marmo di Zandobbio e capitelli d'ordine corinzio con due cappelle con emiciclo dalla copertura di volta a vela sostenute da lesene che reggono il cornicione completo di fregio. La parte restante dell'aula ha la volta a botte con sei finestre. A sinistra della prima campata vi è il fonte battesimale mentre corrispondente a destra la statua raffigurante il Cristo morto con la tela della Gloria di Ognissanti. La seconda campata presenta la aperture laterali e l'accesso ai locali deposito. Nella terza vi sono gli altari dedicato a san Carlo Borromeo a sinistra e corrispondente a destra quello intitolato a santa Lucia. Nella campata successiva l'altare di Sant'Antonio e a destra del Santo Crocifisso. La quinta campata ospita l'altare di san Lorenzo e a destra quello dedicato alla Madonna del santo Rosario. Nell'ultima campata vi sono gli ingressi laterali, dove è presente nella parte superiore sinistra l'organo e a destra la cantoria lignea.
La zona del presbiteriale, rialzata da tre gradini, è anticipata dall'arco trionfale e termina con il coro absidato con volta a catino.